# Peligro
Peligro (česky „Nebezpečí“) je druhé album zpěvačky Shakiry. Bylo vydáno v roce 1993. Shakiře bylo tehdy 15 let a album vydalo nakladatelství Sony Colombia. Název vznikl poté co byla Shakira stažena z hudebního festivalu OTI ve Španělsku, protože jí bylo teprve 15.

## Seznam skladeb
1. "Eres" (Shakira) - 5:02
2. "Último Momento" (Eduardo Paz) - 4:56
3. "Tú Serás la Historia de mi Vida" (Desmond Child) - 4:52
4. "Peligro" (Eduardo Paz) - 4:39
5. "Quince Años" (Shakira) - 3:30
6. "Brujería" (Eduardo Paz) - 4:08
7. "Eterno Amor" (Eddie Sierra) - 4:47
8. "Controlas mi Destino" (Shakira) - 4:36
9. "Este Amor Es lo más Bello del Mundo" (Eduardo Diaz) - 4:20
10. "1968" (Shakira, Eduardo Paz) - 4:43